# سید امان‌الله اولیاء
سید امان‌الله اولیاء سیاست‌مدار ایرانی بود، که در دوره‌های  بیست و یکم ،  بیست و دوم  و  بیست و سوم  بعنوان نماینده بم در مجلس شورای ملی حضور داشت.